# Nécrose tumorale
La nécrose tumorale est la nécrose survenant parfois dans les tumeurs au cours du processus cancéreux. 

## Causes
Elle peut être induite par un défaut de vascularisation (nécrose ischémique) ou liée à des phénomènes d’apoptose/cytolyse. 
Il n’a pas été démontré de phénomènes d’immunité anti-tumorale, mais ceux-ci sont très probables pour les mélanomes involutifs.
En 1984 un « facteur de nécrose tumoral » a été identifié et caractérisé, dit TNF (pour Tumor Necrosis Factor) alors que d'autres chercheurs, un an plus tard (1985) l'identifiaient eux, sous le nom de cachectine (pour rappeler les propriétés cachectiques  (amaigrissantes) de la molécule). 

Plus tard, on a montré que la cachectine avait aussi un rôle majeur dans certains processus inflammatoires.

## Recherche
Elle vise notamment à mieux comprendre le processus de nécrose et de l'inflammation dans ce contexte, afin de pouvoir peut être un jour utiliser la capacité antitumorale de cette molécule (cachectine) contre des tumeurs et cancers, ce qui nécessite de maitriser son action inflammatoire. En effet cette dernière, incontrôlée, pourrait conduire au Choc septique, et on sait qu'elle est impliquée dans des pathologies auto-immunes telles que l'arthrite rhumatoïde, la maladie de Crohn, la sclérose en plaques pour ne citer que celles qui sont les plus communes. De même pour une maladie infectieuse et inflammatoire : le paludisme cérébral.